# Ebenfelde (Pillkallen)
Ebenfelde, bis 1928 Kummehlupchen, litauisch Kumelupiai, ist ein verlassener Ort im Rajon Krasnosnamensk der russischen Oblast Kaliningrad.
Die Ortsstelle befindet sich an der Straße von Dobrowolsk (Pillkallen/Schloßberg) – acht Kilometer westnordwestlich – nach Tretjakowo (Sodargen) – vier Kilometer ostsüdöstlich.

## Geschichte

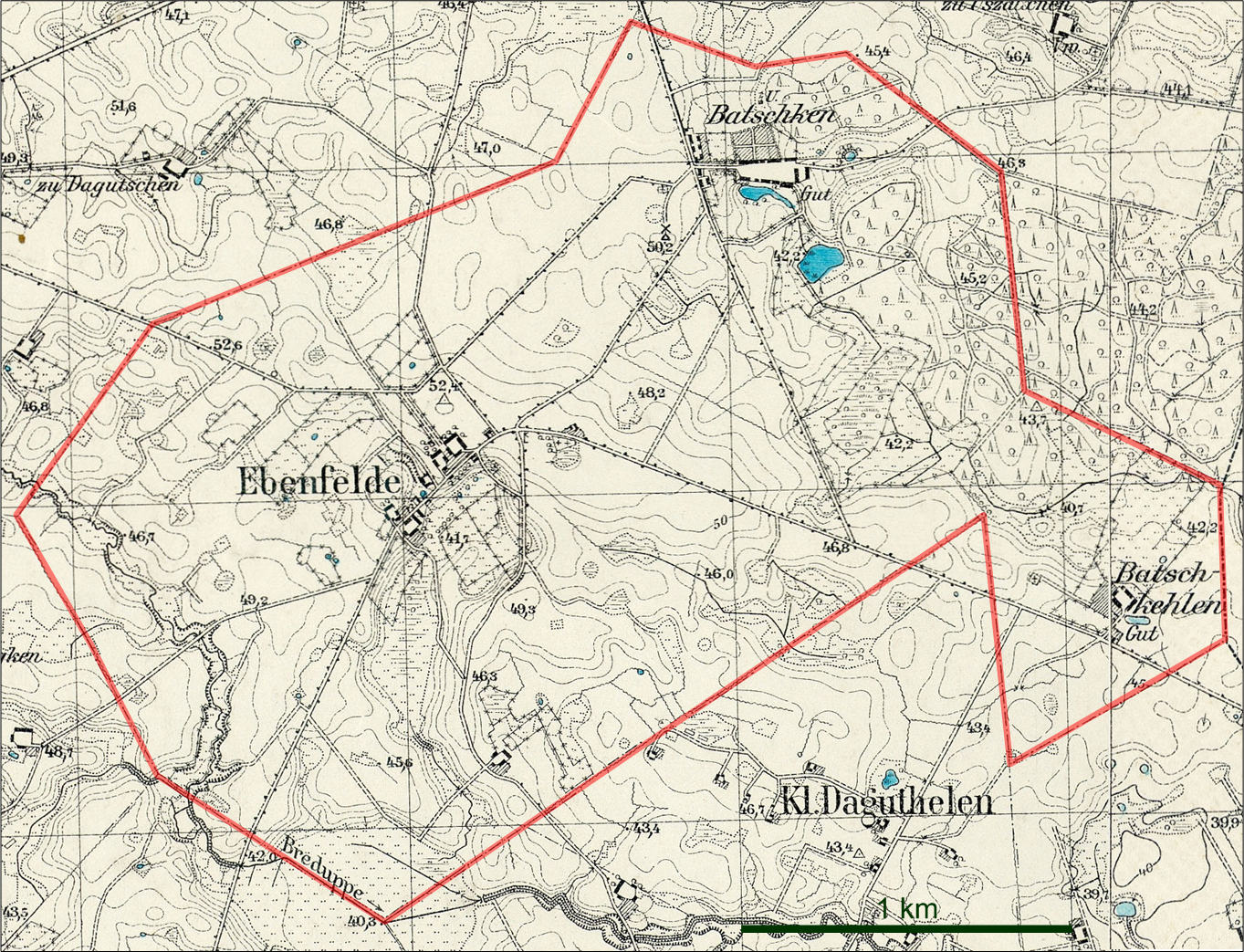
Die Gemeinde Ebenfelde auf zwei Messtischblättern von 1931 und 1937

Die Landgemeinde Ebenfelde wurde im Jahr 1928 durch Zusammenschluss der Landgemeinde Kummehlupchen (s. u.) mit den beiden Gutsbezirken Batschken (s. u.) und Batschkehlen (s. u.) gebildet. Sie gehörte zum Amtsbezirk Willuhnen im Kreis Pillkallen. 1945 kam der Ort in Folge des Zweiten Weltkrieges mit dem nördlichen Ostpreußen zur Sowjetunion. Einen russischen Namen erhielt er nicht mehr.

### Einwohnerentwicklung
| Jahr | Einwohner |
| ---- | --------- |
| 1933 | 187       |
| 1939 | 195       |

### Kummehlupchen
Um 1780 war Kummelupchen ein königliches Bauerndorf. 1874 wurde die Landgemeinde Kummelupchen in den neu gebildeten Amtsbezirk Willuhnen eingegliedert. Es gab auch die Schreibweisen Kummehlupschen und Kummehlupchen, die wohl am gebräuchlichsten war. 1928 ging die Landgemeinde Kummehlupchen in der neu gebildeten Landgemeinde Ebenfelde auf.

#### Einwohnerentwicklung
| Jahr | Einwohner |
| ---- | --------- |
| 1867 | 108       |
| 1871 | 115       |
| 1885 | 103       |
| 1905 | 88        |
| 1910 | 76        |

### Batschken (Bussardhorst)
Um 1780 war Batzken ein kölmisches Gut. 1874 wurde auch der Gutsbezirk Batschken in den Amtsbezirk Willuhnen eingegliedert. 1928 wurde er an die neu gebildete Landgemeinde Ebenfelde angeschlossen. Dort wurde der Ortsteil 1938 in Bussardhorst umbenannt.

#### Einwohnerentwicklung
| Jahr | Einwohner |
| ---- | --------- |
| 1867 | 95        |
| 1871 | 94        |
| 1885 | 129       |
| 1905 | 90        |
| 1910 | 87        |
| 1925 | 120       |

### Batschkehlen (Bussardwalde)
Um 1780 war Batzkehlen ein kölmischer Ort mit einer Pferde-Ölmühle. 1874 wurde auch der Gutsbezirk Batschkehken in den Amtsbezirk Willuhnen eingegliedert. 1928 wurde er an die neu gebildete Landgemeinde Ebenfelde angeschlossen. Dort wurde der Ortsteil 1938 in Bussardwalde umbenannt.

#### Einwohnerentwicklung
| Jahr | Einwohner |
| ---- | --------- |
| 1867 | 18        |
| 1871 | 14        |
| 1885 | 20        |
| 1905 | 21        |
| 1910 | 23        |
| 1925 | 32        |

## Kirche
Ebenfelde gehörte zum evangelischen Kirchspiel Groß Warningken. Kummehlupchen hatte zunächst zum evangelischen Kirchspiel Willuhnen gehört, während Batschken und Batschkehlen zum evangelischen Kirchspiel Pillkallen gehört hatten. Nach der Errichtung der dortigen Kirche 1895 gehörten diese Orte dann zum evangelischen Kirchspiel Groß Warningken.